# Ascensão das igrejas evangélicas na América Latina

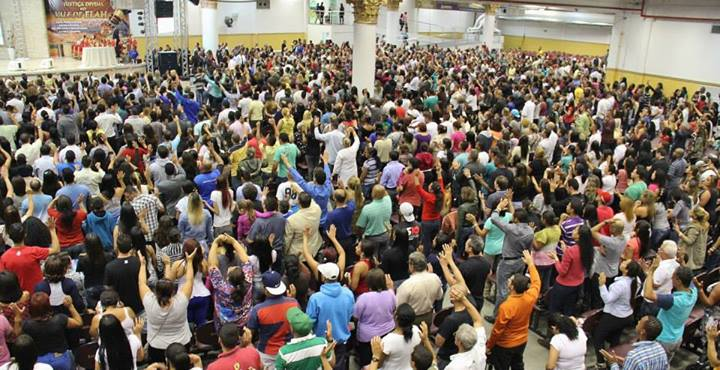
Igreja evangélica no Brasil.

A ascensão das igrejas evangélicas na América Latina se refere ao ativismo e à influência política crescentes da comunidade evangélica na região. O fenômeno está associado a uma mais ampla onda conservadora que se espraiou pelo continente na década de 2010.
De início marginal, o movimento chamou a atenção da imprensa e de diversos analistas políticos devido à crescente influência que tal comunidade exercia e ao seu impacto na política eleitoral, tendo inclusive ajudado candidatos conservadores a vencerem eleições.
O movimento é geralmente caracterizado por seu firme conservadorismo cultural, com uma forte oposição ao casamento entre pessoas do mesmo sexo, direitos LGBT, legalização do aborto, liberação das drogas, "ideologia de gênero", políticas identitárias, controle da posse de armas e ao globalismo.
Alguns movimentos evangélicos foram também descritos como apoiadores da pena de morte, do criacionismo (em oposição ao ensino da teoria da evolução e do Big Bang nas escolas), de punições corporais para crianças, de leis mais duras contra delinquentes juvenis e de mais severidade no combate à criminalidade de modo geral. Os oponentes mais críticos do movimento acusam-nos de terem ideias direitistas, fundamentalistas, teocráticas, antidemocráticas e autoritárias, querendo substituir a democracia por uma teocracia.
A Igreja Católica na América Latina tende a estar mais alinhada à esquerda no campo da economia devido aos ensinamentos tradicionais de sua doutrina social e da democracia cristã. As igrejas evangélicas, ao contrário, pertencem majoritariamente à denominação neopentecostal, portanto, creem na teologia da prosperidade, o que justifica a maior parte de suas ideias economicamente liberais.

## História
Grupos missionários protestantes, principalmente do Movimento Carismático, originários do Sul Profundo dos Estados Unidos, foram introduzidos deliberadamente como uma estratégia de Washington, particularmente durante as administrações republicanas, como uma forma de reduzir a influência dos movimentos sociais católicos romanos de esquerda, como a teologia da libertação (que era popular entre muitos partidos políticos de extrema esquerda e guerrilhas) e os partidos socialistas cristãos e democratas cristãos mais moderados. A Agência Central de Inteligência colaborou com muitos conservadores de direita para silenciar ou assassinar esquerdistas e moderados. Eles também usaram o evangelicalismo como arma contra o catolicismo para sustentar uma hegemonia americanizada. O arcebispo guatemalteco Próspero Penados também culpou os EUA por encorajar e patrocinar o evangelicalismo na Guatemala, segundo ele, por razões mais políticas do que religiosas, argumentando que: "A difusão do protestantismo na Guatemala é mais parte de uma estratégia econômica e política" para se opor à doutrina católica de justiça social ". Entretanto, alguns católicos conservadores culparam a prevalência generalizada da teologia da libertação entre o clero na América Latina pelo êxodo de crentes para o protestantismo evangélico e criticaram os proponentes da teologia da libertação pela falta de foco em Jesus Cristo em favor da doutrina social de esquerda.
Nas últimas décadas, a Igreja Católica sofreu uma perda de seguidores, alguns dos quais se tornaram irreligiosos, agnósticos ou ateus. Alguns também foram para outras religiões alternativas, como o budismo, o islamismo e novos movimentos religiosos ; mas um grande segmento de ex-católicos, particularmente aqueles de origens mais humildes e classes mais baixas, foram para as igrejas evangélicas, com movimentos neopentecostais e carismáticos se mostrando populares entre os convertidos. O pentecostalismo também se popularizou entre as classes de menor renda e os setores mais abandonados da sociedade, especialmente aqueles de áreas muito pobres e periféricas, que veem as ideias das Igrejas de crescimento econômico por meio da fé como uma oportunidade de mobilidade social. Em todo o caso, o crescimento dos evangélicos foi rapidamente seguido pelo seu recém-descoberto peso político e eleitoral, com novas formas de activismo político e até mesmo a criação de partidos políticos específicos ligados às suas comunidades. O ditador guatemalteco Efraín Ríos Montt foi um dos primeiros cristãos evangélicos a chegar ao poder na história da América Latina.
Alguns exemplos desses movimentos incluem o apoio da comunidade cristã evangélica a Jimmy Morales (ele próprio um evangélico) na Guatemala, Juan Orlando Hernández em Honduras, Mauricio Macri na Argentina, Sebastián Piñera no Chile. A oposição evangélica no referendo do acordo de paz colombiano é considerada por muitos fundamental na sua rejeição,  assim como o apoio dos partidos evangélicos ao impeachment de Dilma Rousseff no Brasil. Os países com notórios candidatos conservadores de direita apoiados por evangélicos incluem a Venezuela, onde o pastor Javier Bertucci foi o terceiro candidato mais votado, a Costa Rica, onde o pregador e cantor gospel Fabricio Alvarado foi para o segundo turno eleitoral e o Brasil, onde os cristãos evangélicos foram fundamentais no triunfo de Jair Bolsonaro.
Contudo, em alguns países a aliança foi com a esquerda. A Organização Renovação Autêntica é um partido político evangélico venezuelano e membro do Grande Pólo Patriótico oficial do presidente Nicolás Maduro. Daniel Ortega também foi apoiado por pastores evangélicos na Nicarágua e sua esposa e vice-presidente Rosario Murillo tem ligações com os evangélicos. O Partido do Encontro Social no México também está extraoficialmente ligado à comunidade evangélica mexicana (já que a Constituição mexicana proíbe a existência de partidos confessionais) e é membro da coligação Juntos Haremos Historia que apoiou o esquerdista Andrés Manuel López Obrador, um movimento que gerou críticas por ser uma coligação com dois partidos de esquerda.

## Diferenças com a outros monoteísmos
- Conservadorismo social: Apesar de a Igreja Católica ser contra o aborto e casamento entre pessoas do mesmo sexo, os católicos na América Latina tendem a ser menos conservadores que os protestantes (entre eles os evangélicos) nesse tipo de questões sociais. [33]
- Evolução: Católicos no continente têm uma receptividade maior à teoria da evolução do que protestantes.[34][35]
- Liberalismo econômico: Católicos também tendem a ser mais progressistas no campo da economia, tendo uma tradição de apoiar governos mais à esquerda e o estado de bem-estar social em graus variados, desde a teologia da libertação, de extrema-esquerda, até os mais moderados socialismo cristão e democracia cristã[11][12][5] Evangélicos, ao contrário, tendem a ser fortemente anticomunistas e a favor da economia liberal[5][11][12]
- Classe social: Na América Latina, a maioria dos neopentecostais e outros evangélicos são da classe trabalhadora e grupos de menor renda, enquanto o catolicismo ainda é prevalente entre as classes médias e altas e entre profissionais e a elite política.[33]
- Sionismo cristão: A posição católica em relação ao conflito árabe-israelense pode variar enormemente. Porém, apesar de fortes apoiadores de Israel não serem incomuns entre católicos, o antissionismo é também prevalente, tanto na extrema-esquerda (especialmente católicos da teologia da libertação) e a extrema-direita (católicos tradicionalistas,[36] sedevacantistas,[37] entre outros). A Santa Sé tem sua representação diplomática no Estado de Israel em Tel Aviv ao mesmo tempo em que reconhece o Estado da Palestina, defendendo a coexistência de ambos.[38][39] Por isso, muitos católicos centristas seguem essa linha. De outro lado, os evangélicos tendem a ser majoritariamente pró-Israel e apoiam reconhecer Jerusalém como sua capital.[2]
- Diferenças com católicos espíritas. A maioria dos espíritas de classe média priorizam o assistencialismo à justiça social, são mais neutralistas em disputas burocráticas e recomendam aconselhamento psicológico aos seus adversários políticos.[40] Apesar disso existe uma esquerda irredutível que defende o espiritismo, a sua teologia baseada na ciência social, criticam parcialmente a doutrina da predestinação, defendem os direitos humanos e a autoridade médica diante de pandemia.[41]
- Relação com o islamismo: O Islã na América Latina está dividido sobre governos conservadores, peculiarmente no Brasil, principalmente na periferia onde existe uma forte e influente minoria contra o Estado policial e pautas conservadoras apoiadas por outros seguimentos desta fé onde o único consenso é a rejeição a Israel, ao contrário dos evangélicos que são mais pró-Trump e pró-Bolsonaro.[42]